# Coccophagus argenteus
Coccophagus argenteus är en stekelart som beskrevs av Girault 1915. Coccophagus argenteus ingår i släktet Coccophagus och familjen växtlussteklar. Inga underarter finns listade i Catalogue of Life.